# Đến mà xem
Đến mà xem (tiếng Nga: Иди и смотри, tiếng Belarus: Ідзі і глядзі) là một bộ phim điện ảnh chiến tranh thời Xô Viết 1985 do Elem Klimov làm đạo diễn và lấy bối cảnh lúc Đức Quốc xã chiếm đóng Cộng hòa Xã hội Chủ nghĩa Xô viết Byelorussia. Diễn viên Aleksei Kravchenko và Olga Mironova đóng vai chính là Flyora và Glasha. Klimov và Ales Adamovich phải mất tới tám năm để hoàn tất kịch bản; cuối cùng phim được sản xuất để kỉ niệm 40 năm chiến tranh thế giới thứ hai ở Xô Viết, và phim đã thắng lớn ở phòng vé, hơn 28,900,000 vé đã bán sạch. Phim đã được Liên Xô đề cử Giải Oscar lần thứ 58 với hạng mục phim tiếng nước ngoài hay nhất Nhan đề phim bắt nguồn từ chương 6 của Sách Khải Huyền, "Đến mà xem" được nhắc đến trong câu một, ba, năm và bảy.
Cốt truyện kể về thời kỳ Đức Quốc xã chiếm đóng Belarus, và các sự kiện xảy ra dưới còn mắt chứng kiến của một du kích thiếu niên tên là Flyora. Bất chấp can ngăn của mẹ, cậu nhất quyết gia nhập lực lượng du kích Belarus và sau đó chứng kiến tận mắt sự tàn bạo của quân Phát xít cũng như thương đau mà người dân Đông Âu phải chịu đựng trong thời kỳ này. Bộ phim kết hợp giữa chủ nghĩa cực thực (hyperrealism) và chủ nghĩa siêu thực (surrealism), cùng với triết học hiện sinh, thể hiện thông qua các chủ đề đậm tính tàn bạo, chính trị, tâm lý học và thi vị.

## Nội dung
Năm 1943 có hai cậu bé Belarus lang thang trên cát để đào bới và tìm khẩu súng bị rơi ở đó để có thể gia nhập lực lượng du kích Liên Xô. Cậu bé Flyora sau đó tìm thấy khẩu súng trường SVT-40. Ngày hôm sau du kích đã đến nhà cậu bé và mẹ cậu rất lo không muốn cho cậu đi vì sợ cậu như cha cậu rồi sẽ lại ra đi...

## Phân vai
- Aleksey Kravchenko vai Flyora
- Olga Mironova vai Glasha
- Liubomiras Lauciavicius vai Kosach
- Jüri Lumiste vai nhân viên Đức
- Evgeniy Tilicheev vai Collaborator